# دشتک علیا (مانه و سملقان)
دشتک علیا روستایی در دهستان جیرانسو بخش مرکزی شهرستان مانه و سملقان استان خراسان شمالی ایران است.

## جمعیت
بر پایه سرشماری عمومی نفوس و مسکن در سال ۱۳۹۵ جمعیت این مکان ۱٬۶۵۸ نفر (۳۶۱خانوار) بوده‌است.